# Acanthagrion longispinosum
Acanthagrion longispinosum är en trollsländeart som beskrevs av Emery Clarence Leonard 1977. Acanthagrion longispinosum ingår i släktet Acanthagrion och familjen dammflicksländor. Inga underarter finns listade i Catalogue of Life.
Arten förekommer i västra Brasilien och kanske i angränsande områden av Bolivia. Den vistas i skogar och träskmarker nära vattendrag.
För beståndet är inga hot kända. Hela populationen anses vara stor. IUCN listar arten som livskraftig (LC).